# Live!! + one
Live!! + one е EP, записано на живо на 4 юли 1980 г. в лондонския клуб „Марк“, от британската хевиметъл група Iron Maiden.
През 1984 г. е издаден и в Гърция с променено съдържание, но само „I've Got the Fire“ е от оригиналния запис. Останалите парчета са добавени от „Maiden Japan“ (EP), а „Prowler“ е от дебютния албум.

### Страна А
- 1. „Sanctuary (live)“
- 2. „Phantom of the Opera (live)“

### Страна Б
- 1. „Drifter (live)“
- 2. „Women in Uniform“

### Страна А
- 1. „Drifter (live)“
- 2. „Phantom of the Opera (live)“
- 3. „Women in Uniform“
- 4. „Innocent Exile (live)“

### Страна Б
- 1. „Sanctuary (live)“
- 2. „Prowler“
- 3. „Running Free (live)“
- 4. „Remember Tomorrow (live)“
- 5. „I've Got the Fire (live)“

## Състав
- Пол Диано – вокал
- Дейв Мъри – китара
- Денис Стратън – китара, беквокали на „Drifter“, „Phantom of the Opera“, „Women in Uniform“, „Sanctuary“, „I've Got the Fire“ и „Prowler“
- Ейдриън Смит – китара, беквокали на „Innocent Exile“, „Running Free“ и „Remember Tomorrow“
- Стив Харис – бас, беквокали
- Клив Бър – барабани